# Еквидистанца
Еквидистанца је вертикално растојање између две суседне основне изохипсе. За једну карту, еквидистанца је константна вредност. 
Вредност еквидистанце зависи од типа терена који је приказан картом. Ако је терен равничарски, са малим распоном висина, еквидистанца ће бити мања, како би се што боље приказао изглед рељефа. Са друге стране, ако је терен брдовит и са великим распоном висина, вредност еквидистанце биће већа, да карта не би била оптерећена.
Такође, вредност еквидистанце зависи и од размере карте. На картама крупније размере (оним које приказују мање површи терена), вредност еквидистанце биће мања, јер је на малим теренима распон висина обично мали. Међутим, на картама ситне размере, које приказују велике површи Земље, еквидистанца мора имати већу вредност, како карта не би била оптерећена изохипсама.
На дијаграму поред је јасно приказан однос вертикалне еквидистанце (висинског растојања између изохипса) и хоризонталног растојања. Са овог дијаграма је уочљиво да еквидистанца (Е) и хоризонтално растојање (i) немају константи однос величина, то јест, да на картама са изохипсама Е/i ≠ const, осим у теоретском случају да се ради о карти терена са константним нагибом. Тек тада би однос датих величина био константан. О другом теоретеском случају, то јесте карти савршеног равног терена не би могуће било ни говорити о изохипсама, јер тада би висинска једначина читавог терена гласила H = const.